# Jean-Fernand Brierre
Jean-François Brierre (28 de septiembre de 1909 – 1992) fue un poeta, periodista y diplomático haitiano. Es señalado como uno de los más destacados escritores de Haití. Como diplomático, se desempeñó como embajador haitiano en Argentina.

## Primeros años
Brierre nació en Jérémie, siendo hijo de Fernand Brierre y Henriette Desrouillère. Era descendiente de un colonizador francés, François Brierre, quien compró en una subasta, en Saint-Domingue (Haití), a una mujer negra de Dahomey, llamada Rosette, hermana de Marie-Cssette Dumas, quien fue la madre del general Thomas-Alexandre Dumas en Jérémie, padre del novelista Alexandre Dumas.

## Carrera
Brierre se convirtió en Director de la École normale de Chatard, institución dedicada a la formación de docentes rurales, en 1928, a los diecinueve años. Brierre fue nombrado, luego, a los 21 años, como secretario de la embajada haitiana en París, done estudió ciencias políticas. In 1931, comenzó a estudiar derecho y se recibió en 1935. Ocupó el cargo de director de la oficina de turismo del Ministerio de Relaciones Exteriores, Director de la Oficina de Turismo y Subsecretaría de Turismo. Brierre fue miembro del consejo de gobierno y nombrado luego embajador de Haití en Buenos Aires. 
Su carrera como poeta y político comenzó con la ocupación estadounidense de Haití (1915–34), a la cual se oponía. Sus versos épicos celebran la independencia de Haití y la raza negra. Sus libros Black Soul (1947) y La Source (1956), son ejemplos de la poesía haitiana de négritude. En 1932 fundó el diario La Bataille, opuesto al gobierno de Stenio Vincent y a la ocupación estadounidense, por lo cual es encarcelado durante dos años.
Brierre se exilió en 1962, para desempeñarse como educador y diplomático, luego de pasar nueve meses en prisión bajo el régimen de François Duvalier. Vivió gran parte de su vida exiliado en Senegal, y regresó a Haití tras la caída de Jean-Claude Duvalier, Bébé Doc. Brierre murió en Puerto Príncipe en diciembre de 1992, a la edad de 83 años. Sus restos se encuentran juntos con los de Etzer Vilaire, otro poeta nacido en Jérémie.

### Embajador de Haití en Argentina
Siendo embajador en Argentina alojó dentro de la embajada al general Raúl Tanco, entre otras personas vinculadas a un levantamiento contra la Revolución Libertadora en junio de 1956, siendo presidente Pedro Eugenio Aramburu, con la intención de concederles asilo.
Por ello, el 14 de junio de ese año, la embajada fue asaltada por un comando militar comandado por Juan Constantino Quaranta, que tenía la orden de detener a todos los implicados en el levantamiento. Si bien lograron la detención de los implicados, la acción contraria al derecho internacional, suscitó una protesta de Brierre, quien afirmó a las autoridades militares que «no porque Haití sea una nación pequeña va a permitir semejante atropello. Por el contrario, los pequeños países deben ser respetados escrupulosamente porque son pequeños, para que el derecho sea un imperativo moral y no de fuerza». La repercusión internacional y la protesta de Brierre lograron la liberación de todos los detenidos.

## Libros publicados
- Chansons Secrètes (1933)
- Black Soul (1947)
- Les Aïeules (1954)
- Province (1954)
- La nuit (1955)
- La Source (1956)
- Images d'Or (1959)
- Découverte (1960)
- Aux Champs pour Occide (1960)
- Essai sur l'Union soviétique ancienne: Un autre Monde (1973)
- Un noël pour Gorée (1980)
- Sculpture de proue (1983)